# Typhlotanais eximius
Typhlotanais eximius är en kräftdjursart som beskrevs av Hansen 1913. Typhlotanais eximius ingår i släktet Typhlotanais och familjen Nototanaidae. Inga underarter finns listade i Catalogue of Life.